# 1359
Năm 1359 là một năm trong lịch Julius.